# Franz Curti
Franz Curti, född 1854, död 1898, var en tysk tonsättare.
Curti har förutom operor, kyrkomusik, sånger, orkester- och kammarmusik komponerat manskörer som Die Schlacht, Im Sturm, Hoch empor, Den Toten von Iltis med flera.